# Качини
Качини (Качин) (кит.: 景頗族 Jǐngpō Zú цзінпо цу; самоназва — качхін (бірм. ကချင်လူမျိုး, цзінпо, сінпхо, цайва, лікуй, тхейнбо, сінфо, чхінпау — тибето-бірманський народ, що живе в лісових гірських районах на півночі М'янми (в межах Качинського і Шанського штатів).
В М'янмі проживає мільйон качинів, в КНР — 132 143 качина живе також на південному заході Китаю (провінція Юньнань), невеликі групи — на північному сході Індії, в Таїланді і Лаосі. Входять в 56 офіційно визнаних народів Китаю.
Предки качинів мешкали в східно-тибетських районах. Мабуть, до VIII століття вони вперше з'явилися на території М'янми, але основна міграція до М'янми відноситься до XIII — століть. До середини XX століття у качинів зберігалися ранньофеодальні відносини з пережитками первіснообщинних відносин. Основне заняття — підсічно-вогневе землеробство (головна культура — суходільний рис).
Качини діляться на ряд етнографічних груп. Говорять на декількох мовах, включаючи мову цзінпо лу-качинської групи тибето-бірманської підсім'ї сино-тибетської сім'ї. Сінпхо, які також входять до складу качинів, говорять на сінпхо, діалекті качинської мови.. Цзінпо, качини та інші при обліку мови вважаються різними народами, труднощі для визначення етнічної приналежності качинів також у тому, що в М'янмі вони часто культурно асимілюються з шанами. Уряд М'янми офіційно вважає качинів групою народів (цзінпо, лісу, чон, далаунг, гаурі, кхакху, дуленг, мару, раванг, лаші, атсі, тарон).
У качинів зберігаються традиційні вірування (культ предків і шанування духів природи), більша частина їх сповідує християнство і буддизм.
Будинки овальні, двоповерхові, будують з дерева і бамбука. Перший поверх служить стайнями і коморою, а другий — житловий.
Жінки носять чорні куртки з срібними прикрасами і яскраві спідниці. Чоловіки — чорні широкі штани і тюрбани (у молоді білі, у літніх — чорні).
Шлюб патрилокальний; окремі групи практикують полігінію.

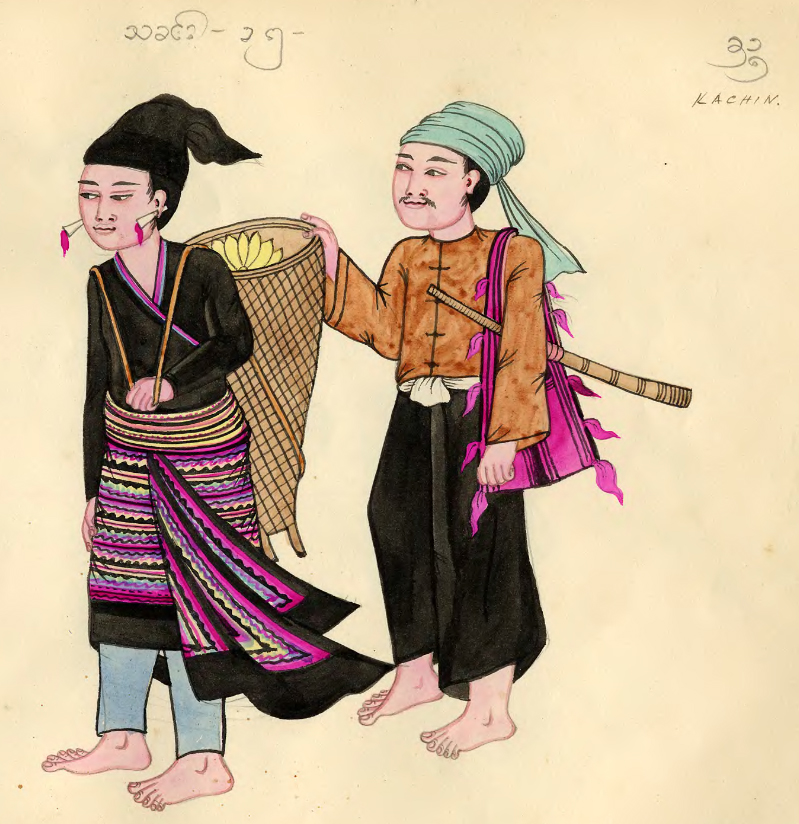
Качин в 1900-х роках

## Історія
Предки качинів жили на Тибетському нагір'ї, звідки поступово мігрували на південь. До моменту заходження на територію Юньнані вони називали себе «суньчуаньмань»; швидше за все, качини споріднені проживаючому по сусідству народу жме (цяни).
У XV—XVI століттях міграція ще тривала. Качини отримали безліч екзонімів: ечан, чжесе, ежень, останнє було офіційними китайськими найменуванням народу до 1949 року. Під час британського колоніального панування деякі народності качинів були оголошені частиною качинського етносу, тоді як інші володіли відносною автономією. Качини, у тому числі члени «Качинських командос», брали участь у Другій світовій війні як частина Британської армії.
Після отримання Бірмою незалежності етнічні конфлікти між качинами і бірманським урядом розгорівся знову. Перше повстання проти проголошення буддизму, який качини не сповідують, державною релігією, відбулося в 1949 році. Тим не менш, деякі качини воювали на боці уряду. Качинські солдати входили в ядро бірманської колоніальної армії, і багато хто залишився вірним уряду, коли була утворена Організація Незалежності Качина і Армія Незалежності Качина. Після приходу до влади Не Віна в 1962 році кількість кар'єрних можливостей для качинів в бірманської армії зменшилася, а основні поселення качинів багато років контролює Армія незалежності.
Качинська організація незалежності уклала союзи з іншими антиурядовими етнічними групами, і навіть підтримувала Комуністичну партію Бірми, яка контролювала стратегічно важливі для каренів території. Качини продовжили боротьбу до початку правління військової хунти в 1988 році, однак, зі зменшенням китайської підтримки, комуністи розкололися на кілька фракцій, а потім домовилися з хунтою про припинення вогню — в результаті каренів оточили пробірманські сили. У 1994 році каренська організація незалежності підписала з хунтою договір про припинення вогню.
Однак після укладення домовленостей військова присутність М'янми на качинських землях тільки збільшилася, разом з нападами на мирних жителів, примусом до праці і зґвалтуваннями.
Качинські території втрачають ліс через продаж деревини в Китай. Зростаюча бідність примушує качинських дітей і жінок займатися проституцією в Таїланді, Китаї і Янгоні.

## Сінпхо

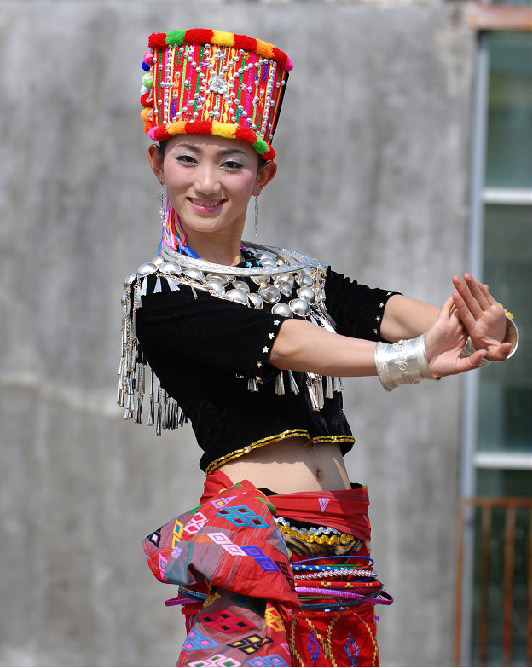
Сінпхо

Сінпхо — народ, що входить до складу качинів. Проживають в Індії Аруначал-Прадеші, в округах Лохіт і Чангланг, у м'янмському штаті Качин, а також китайських Юньнані (Дехун-Дай-Качинська автономна префектура). В Індії проживає близько 7200 сінпхо, в 13 селах: Бордумса, Мяо, Іннао, Кететонг, Пангна, Пхуп, Нхтем, Мунгбхон, Пангсун, Хасак, Біма, Намо і Намсай. Підтримують клановий лад, у кожного клану є вождь.
Сповідують буддизм Тхеравади, анімізм. Вирощують чай.
Серед сінпхо традиційною практикою було вживання опіуму, що підірвало здоров'я народу. Згідно з переписом 1950 року, кількість сінпхо впала з 50 000 до 10 000 за кілька років. З підписанням договору про взаємну торгівлю між Індією і М'янмою в 1995 році опіумні потоки збільшилися. У селах сінпхо вживання опіуму прийняло такі розміри, що індійський уряд прийняв кілька нових законів, що встановлюють тюремні терміни за його транспортування і продаж.

## Кхакху
Кхакху, бірм. ခါ့ ခူး — народ з групи качинів, проживають в М'янмі в штаті Качин.